# Royce Buckingham
Royce Scott Buckingham (* 1966 in Richland, Washington) ist ein amerikanischer Autor. Er wuchs in der Nähe von Hanford Site auf, besuchte das Whitman College in Walla Walla (Washington) und studierte Recht an der University of Oregon.
Anfangs schrieb er zahlreiche Fantasy-Kurzgeschichten, die in entsprechenden Magazinen erschienen sind. Außerdem veröffentlichte er mehrere Bücher, unter anderem die Demonkeeper- sowie die Mapper-Reihe. Erstere wurde erst durch den Erfolg seines Debütromans Demonkeeper (Dämliche Dämonen) in Deutschland zur dreiteiligen Reihe, weil der Random-House-Verlag sich bei Royce Buckingham zwei weitere Bücher sicherte. Bereits im Jahr 2006 sicherte sich 20th Century Fox die Filmrechte am Demonkeeper-Roman. Während sich Buckinghams bisherige Veröffentlichungen vorwiegend an eine jüngere Leserschaft wenden, erscheint mit Kaltgestellt im September 2016 erstmals ein Thriller, der auch ein älteres Publikum ansprechen soll. Im September 2022 startete seine aktuelle Reihe Monsteranwalt Daniel Becker, die in Seattle spielt und der Urban Fantasy zuzuordnen ist.

## Werke
- Demonkeeper-Reihe:
  - Dämliche Dämonen (Demonkeeper), Penhaligon, 2009, ISBN 978-3-641-02486-4
  - Mürrische Monster (Demoneater), Blanvalet, 2010, ISBN 978-3-442-26773-6
  - Fiese Finsterlinge (Demonocity), Blanvalet, 2014, ISBN 978-3-442-26411-7

- Mapper-Reihe:
  - Die Karte der Welt (zuerst auf Deutsch erschienen), Blanvalet, 2013, ISBN 978-3-442-26884-9 Seite 5–263: Conjurer: Behind The Veil (Mapper 3 - 2017) Seite 264–606: Villain: Shadows Will Fall (Mapper 4 - 2017)
  - Der Wille des Königs (zuerst auf Deutsch erschienen), Blanvalet, 2014, ISBN 978-3-442-26939-6 Seite 5–250: Clansman: Invoking The Darkness (Mapper 1 - 2017) Seite 251–573: Blackpool: The Veil Of Shadow (Mapper 2 - 2017)
  - Die rubinrote Königin (zuerst auf Deutsch erschienen), Blanvalet, 2016, ISBN 978-3-7341-6016-5 Seite 5–238: Red Queen: Kingdom Of Blood (Mapper 5 - 2017) Seite 239–544: Dark King: Land Of Shadow (Mapper 6 - 2017)
- Monsteranwalt Daniel Becker-Reihe:
  - Im Zweifel für das Monster (nicht auf Englisch erschienen), Blanvalet, 2022, ISBN 978-3-7341-6286-2
  - Monsteranwalt (nicht auf Englisch erschienen), Blanvalet, 2023, ISBN 978-3-7341-6363-0

- Einzelwerke:
  - The Dead Boys (nicht auf Deutsch erschienen), 2010, ISBN 978-0-399-25222-8
  - Garstige Gnome (Goblins! - An Underearth Adventure), Blanvalet, 2012, ISBN 978-3-442-26850-4
  - The Terminals (nicht auf Deutsch erschienen), 2014, ISBN 978-1-250-01155-8
  - Kaltgestellt (Impasse), Blanvalet, 2016, ISBN 978-3-7341-0231-8
  - Die Klinge des Waldes (Princess Assassin), Blanvalet, 2018, ISBN 978-3-7341-6171-1
  - Die glorreichen Sechs (Wretched Persons), Blanvalet, 2020, ISBN 978-3-7341-0650-7